# (36391) 2000 OO40
2000 OO40 (asteroide 36391) é um asteroide da cintura principal. Possui uma excentricidade de 0.12126990 e uma inclinação de 8.30118º.
Este asteroide foi descoberto no dia 30 de julho de 2000 por LINEAR em Socorro.